# تون ده نویر
تون ده نویر (انگلیسی: Teun de Nooijer؛ زادهٔ ۲۲ مارس ۱۹۷۶) بازیکن هاکی روی چمن اهل هلند بود.